# チチェラーレ
チチェラーレ（伊: Cicerale）は、イタリア共和国カンパニア州サレルノ県にある、人口約1,200人の基礎自治体（コムーネ）。

## 地理

### 位置・広がり

#### 隣接コムーネ
隣接するコムーネは以下の通り。
- アグローポリ
- カパッチョ＝ペストゥム
- ジュンガーノ
- モンテフォルテ・チレント
- オリアストロ・チレント
- ペリート
- プリニャーノ・チレント
- トレンティナーラ